# Лубрањец
Лубрањец (пољ. Lubraniec) град је у Пољској у Војводству кујавско-поморском. По подацима из 2012. године број становника у месту је био 3159.

## Становништво
| 2012. |
| ----- |
| 3.159 |